# Institut universitaire de technologie de Montpellier-Sète
Pour un article plus général, voir Université de Montpellier.
 (août 2023).
L'IUT de Montpellier-Sète est un institut d'enseignement technologique basé à Montpellier avec une antenne délocalisée à Sète. Depuis 2015, il constitue une composante de l'université de Montpellier.

## Histoire
En 1966, l'IUT ouvre dans l'ancienne Faculté de Lettres, rue du Cardinal de Cabrières, actuel bâtiment 2 de l'UFR Droit de l'université Montpellier, c'est la création du département informatique de l'IUT de Montpellier. Ce département fait partie des 22 premiers départements de France créés par circulaire ministérielle du 12 juillet 1966.
Le 12 novembre 1968, l’IUT devient une composante de l’université Montpellier II. En 1969 l'IUT comprend dix départements.
En 1973, l'IUT quitte ses locaux du centre-ville et emménage dans un nouveau campus au nord de Montpellier d'une superficie de 10 hectares.
En septembre 2007, l'antenne de Béziers devient un IUT autonome, l'IUT de Béziers et par conséquent, une composante de l'Université Montpellier.
En 2015, l'université Montpellier II fusionne avec l'Université Montpellier I pour former l'Université de Montpellier.

## Formations
Il propose 7 BUT (bac+3 ) et 9 Licences Professionnelles (bac+3). Le Bachelor universitaire de technologie permet aux IUT de s'intégrer dans le système Licence-Master-Doctorat.

## Les départements
Les différents départements sont :
- Mesures physiques ;
- Chimie ; (Montpellier et Sète)
- Génie biologique ;
- Génie électrique et informatique industrielle (GEII) ;
- Informatique ; (Montpellier et Sète)
- Techniques de commercialisation (Tech de Co) ;
- Gestion des entreprises et des administrations (GEA); (Montpellier et Sète)

## Campus

### Campus Montpellier-Occitanie
Proche du campus triolet de la Faculté des sciences de Montpellier, le campus de Montpellier-Occitanie est situé au cœur de la zone universitaire, sur 10 hectares de terrain arboré, et dispose de plus de 35 500 mètres carrés de locaux destinés à l’enseignement. Le campus dispose de deux cafétérias, de logements et d'une bibliothèque universitaire. Le campus Montpellier-Occitanie est en face du campus Arnaud de Villeneuve de la Faculté de médecine de Montpellier.

### Campus de Sète
La ville de Sète compte 2 campus, le premier accueille un département chimie orienté sur l’environnement. Le campus est au bord de l’étang de Thau et proche des plages.
Le second accueille des étudiants du départements Informatique et du département Gestion des Entreprises et des Administrations au sein du Pôle Universitaire Michèle Weil.

## Associations étudiantes
Chaque département est composé d'un BDE et d'une autre ou plusieurs associations pour promouvoir leur filière.

## Logotype

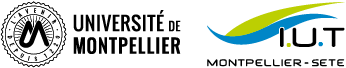
Logo de l'IUT

## Personnalités liées à l'université
| Enseignant  | Nationalité | Années    | Domaine de compétences              | Rôle                                  |
| ----------- | ----------- | --------- | ----------------------------------- | ------------------------------------- |
| Robert Reix | française   | 1973-1976 | Management du système d'information | Président du département informatique |

### Site internet
- Site Web de l'Université Montpellier